# Liste von Vulkanen in Kenia
Dies ist eine Liste von Vulkanen in Kenia, die während des Quartärs mindestens einmal aktiv waren.
| Bild            | Name                              | Vulkantyp                  | Letzte Eruption           | Höhe [m] | Geokoordinaten                |
| --------------- | --------------------------------- | -------------------------- | ------------------------- | -------- | ----------------------------- |
| Bild gesucht BW | The Barrier                       | Schildvulkan               | 1921                      | 1032     | 02° 19′ 00″ N, 036° 34′ 00″ O |
|                 | Central Island (Crocodile Island) | Tuffkegel                  | unbekannt                 | 550      | 03° 30′ 00″ N, 036° 02′ 30″ O |
|                 | Chyulu Hills                      | Vulkanfeld                 | 1855 ± 5 Jahre            | 2188     | 02° 41′ 00″ S, 037° 53′ 00″ O |
|                 | Dukana                            | Vulkanfeld                 | unbekannt                 | 1067     | 04° 05′ 00″ N, 037° 25′ 00″ O |
|                 | Elmenteita Badlands               | Schlacken- und Aschenkegel | unbekannt                 | 2126     | 00° 31′ 00″ S, 036° 16′ 00″ O |
| Bild gesucht BW | Emuruangogolak                    | Schildvulkan               | 1910 ± 50 Jahre           | 1328     | 01° 30′ 00″ N, 036° 20′ 00″ O |
|                 | Mount Homa                        | Komplexer Vulkan           | unbekannt                 | 1751     | 00° 23′ 00″ S, 034° 30′ 00″ O |
| Bild gesucht BW | Korosi                            | Schildvulkan               | unbekannt                 | 1446     | 00° 46′ 00″ N, 036° 07′ 00″ O |
|                 | Mount Longonot                    | Schichtvulkan              | 1863 ± 5 Jahre            | 2776     | 00° 54′ 52″ S, 036° 26′ 47″ O |
|                 | Mount Marsabit                    | Schildvulkan               | unbekannt                 | 1707     | 02° 19′ 00″ N, 037° 58′ 00″ O |
|                 | Menengai-Krater                   | Caldera                    | ca. 6050 v. Chr.          | 2278     | 00° 12′ 00″ S, 036° 04′ 00″ O |
| Bild gesucht BW | Namarunu                          | Schildvulkan               | 6550 v. Chr. ± 1000 Jahre | 817      | 01° 59′ 00″ N, 036° 26′ 00″ O |
| Bild gesucht BW | North Island (Turkana-See)        | Tuffkegel                  | unbekannt                 | 520      | 04° 04′ 00″ N, 036° 03′ 00″ O |
| Bild gesucht BW | Nyambeni Hills                    | Schildvulkan               | unbekannt                 | 750      | 00° 14′ 00″ N, 037° 52′ 00″ O |
|                 | Ol Doinyo Eburru                  | Komplexer Vulkan           | unbekannt                 | 2856     | 00° 39′ 00″ S, 036° 13′ 00″ O |
| Bild gesucht BW | Ol Kokwe                          | Schildvulkan               | unbekannt                 | 1130     | 00° 37′ 00″ N, 036° 04′ 30″ O |
| Bild gesucht BW | Olkaria                           | Komplexer Vulkan           | 1770 ± 50 Jahre           | 2434     | 00° 54′ 15″ S, 036° 17′ 30″ O |
| Bild gesucht BW | Paka                              | Schildvulkan               | 7550 v. Chr. ± 1000 Jahre | 1697     | 00° 55′ 00″ N, 036° 11′ 00″ O |
|                 | Segererua Plateau                 | Vulkanfeld                 | unbekannt                 | 699      | 01° 34′ 00″ N, 037° 54′ 00″ O |
| Bild gesucht BW | Silali                            | Schildvulkan               | 5050 v. Chr. ± 1000 Jahre | 1528     | 01° 09′ 00″ N, 036° 14′ 00″ O |
|                 | South Island (Turkana-See)        | Schichtvulkan              | 1888                      | 800      | 02° 38′ 00″ N, 036° 36′ 00″ O |
|                 | Suswa                             | Schildvulkan               | unbekannt                 | 2356     | 01° 10′ 30″ S, 036° 21′ 00″ O |